# Poroschia
Poroschia es una comuna ubicada en el distrito de Teleorman, Rumania.

## Superficie
Posee una superficie de 46,12 kilómetros cuadrados.

## Demografía
Hasta 2021 la población era de 4411 habitantes, con una densidad de población de 95,64 habitantes por kilómetro cuadrado.